# José Guerrero del Solar
José Alejandro Guerrero del Solar (Osorno, Chile, 30 de diciembre de 1992) es un Exfutbolista chileno que Jugaba como delantero

## Carrera
El año 2004, juega en el club Amateur Bancario de Osorno, recalando en su club formador, Cobreloa el año 2006
Participó en las divisiones inferiores del club Cobreloa, concretamente en su división Sub-17, el año 2009. Al término de campeonato regular del primer equipo es incorporado al plantel de honor para la temporada 2010. Su debut como profesional fue el día 16 de mayo de 2010, en la primera fase del torneo "Copa Chile Bicentenario", en donde además anota su primer gol como tal, ante el cuadro de Rengo Unido.
Un año después parte al Hume City de Australia, donde cumple una buena temporada de debut, pero debe regresar a Cobreloa. donde sufre una lesión en el ligamento cruzado. En 2014, vuelve a Hume de Australia y cumple con buenas actuaciones. a mitad de temporada se va al Werribee City FC. El 10 de enero de 2015 es presentado como el nuevo refuerzo de Deportes Linares para la segunda rueda del torneo de segunda división.

## Clubes
| Club             | País      | Año       |
| ---------------- | --------- | --------- |
| Cobreloa         | Chile     | 2010-2011 |
| Hume City FC     | Australia | 2011-2012 |
| Cobreloa         | Chile     | 2013      |
| Hume City FC     | Australia | 2014      |
| Werribee City FC | Australia | 2014      |
| Deportes Linares | Chile     | 2015      |